# Moravany (okres Hodonín)
Moravany (německy Morawan) jsou obec v okrese Hodonín v Jihomoravském kraji, 5 km severovýchodně od Kyjova, na soutoku Moravanského a Čeložnického potoka. Žije zde 712 obyvatel. Do katastru obce patří zalesněná část v pohoří Chřiby s chatovými osadami Kameňák, Zavadilka, Paní Háj, Osada U Sklářské Chaty a U Pěti Žídel. Od roku 1999 je členem mikroregionu Moštěnka.
Sousedními obcemi sídla jsou Koryčany, Osvětimany, Hýsly, Čeložnice, Vřesovice a Kostelec.

## Historie
První písemná zmínka o obci pochází z května roku 1324, kdy se vladyka Štěpán z Moravan podepsal na smlouvu mezi správcem hradu Buchlov a velehradským klášterem. Rod Pánů z Moravan držel ves do roku 1412, pak sňatkem přešla do majetku Pánů ze Zástřizl. V roce 1542 byla připojena k buchlovskému panství, které do roku 1644 patřilo Zástřizlům, do roku 1800 Petřvaldským z Petřvaldu a pak Berchtoldům z Uherčic.

## Samospráva
Zastupitelstvo obce má 7 členů. Voleb do zastupitelstva v říjnu 2010 se účastnilo 477 (tj. 74,57 %) voličů. Ve volbách zvítězila KDU-ČSL, která získala 43,54 % hlasů a 3 mandáty v zastupitelstvu, dále ODS (35,55 %, 3 mandáty), KSČM (12,79 %, 1 mandát) a Sdružení nezávislých kandidátů (8,12 %, bez mandátu). Starostou byl zvolen Jan Dočekal (KDU-ČSL) a místostarostkou Jarmila Ryšková (KSČM). Na ustavujícím zasedání zastupitelstva v listopadu 2014 byl Jan Dočekal opětovně zvolen starostou.

## Obyvatelstvo
| Rok  | Počet obyvatel | Počet domů |
| ---- | -------------- | ---------- |
| 1869 | 800            | 179        |
| 1880 | 907            | 203        |
| 1890 | 916            | 207        |
| 1900 | 935            | 206        |
| 1910 | 1 040          | 213        |
| 1921 | 1 040          | 212        |
| 1930 | 961            | 229        |
| 1950 | 924            | 269        |
| 1961 | 959            | 248        |
| 1970 | 939            | 243        |
| 1980 | 821            | 229        |
| 1991 | 745            | 244        |
| 2001 | 746            | 254        |
| 2011 | 766            | 260        |

Při sčítání lidu v roce 2001 se 87,3 % obyvatel přihlásilo k české národnosti a 11,8 % k moravské. 62,9 % se hlásilo k Římskokatolické církvi, 28,3 % bylo bez vyznání a 4,7 % obyvatel vyznání neuvedlo. Průměrný věk byl 38,4 let.

## Doprava
Obcí vede autobusová linka č. 729667 z Kyjova a spojuje obec se sousedním Kostelcem a Hýsly. Z Kyjova je přímé železniční spojení s Brnem po trati č. 340 (tzv. Vlárská dráha)
Obcí prochází z Kostelce do rekreační oblasti Kameňák silnice III/42215, do Hýsel vede silnice III/42216. Chatovou osadou U Pěti Žídel prochází silnice II/429. Do katastru obce patří zalesněné území v Chřibech, kterým prochází velké množství turistických cest. Významnou turistickou křižovatkou je chatová osada Zavadilka. V roce 2013 byla v obci vybudována naučná stezka.

## Pamětihodnosti
- Kaple Nejsvětější Trojice z roku 1994
- Zvonice z 18. století. Zvon s reliéfy sv. Floriána a obrazu Brněnské madony v roce 1772 ulil Libor Martinů v Brně.
- Socha svatého Jana Nepomuckého z 2. poloviny 18. století.
- Přírodní rezervace Moravanské lúky
- Pomník u chatové osady Kameňák na památku šesti mužů zastřelených gestapem 14. dubna 1945

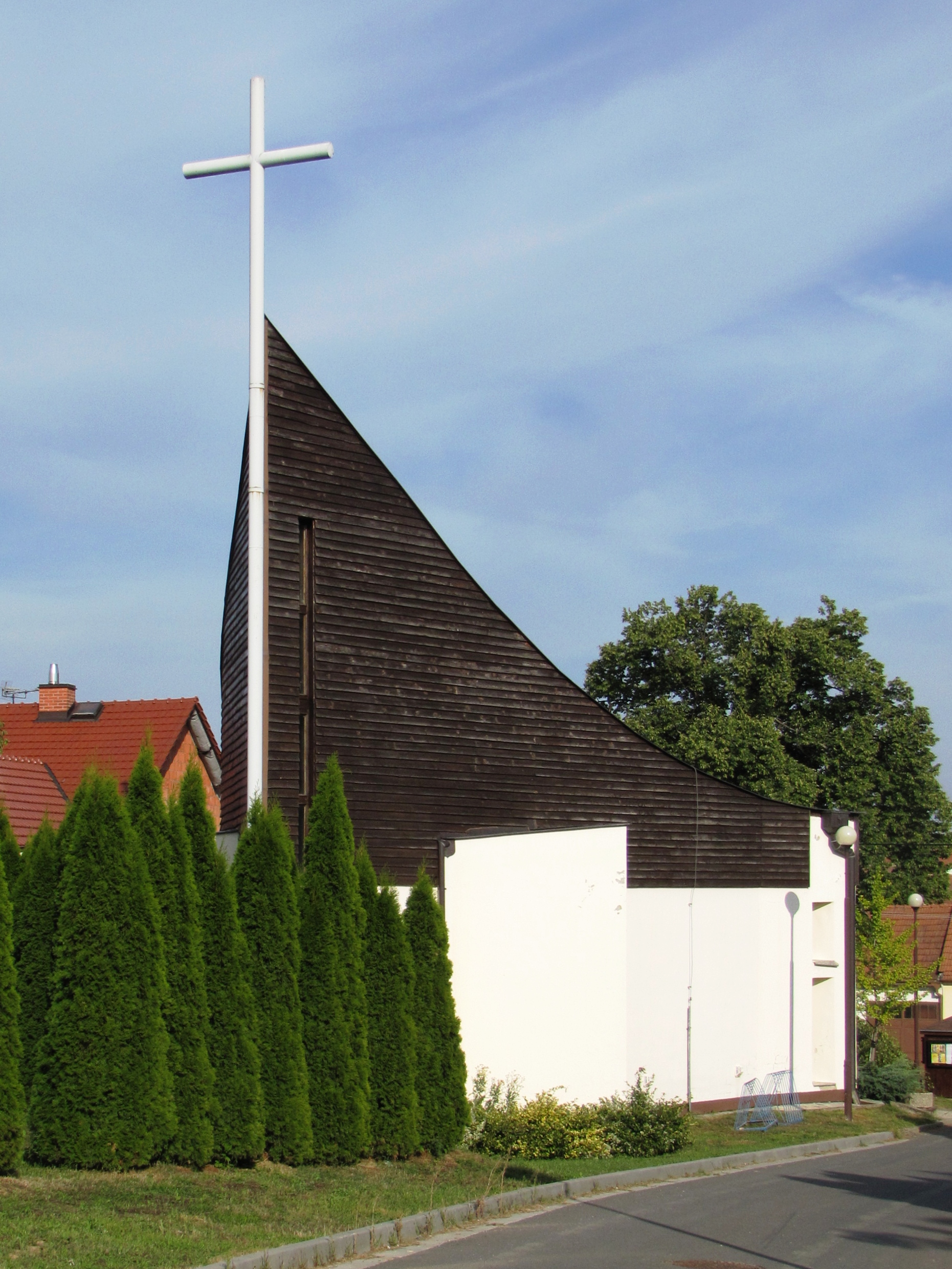
Kaple Nejsvětější Trojice
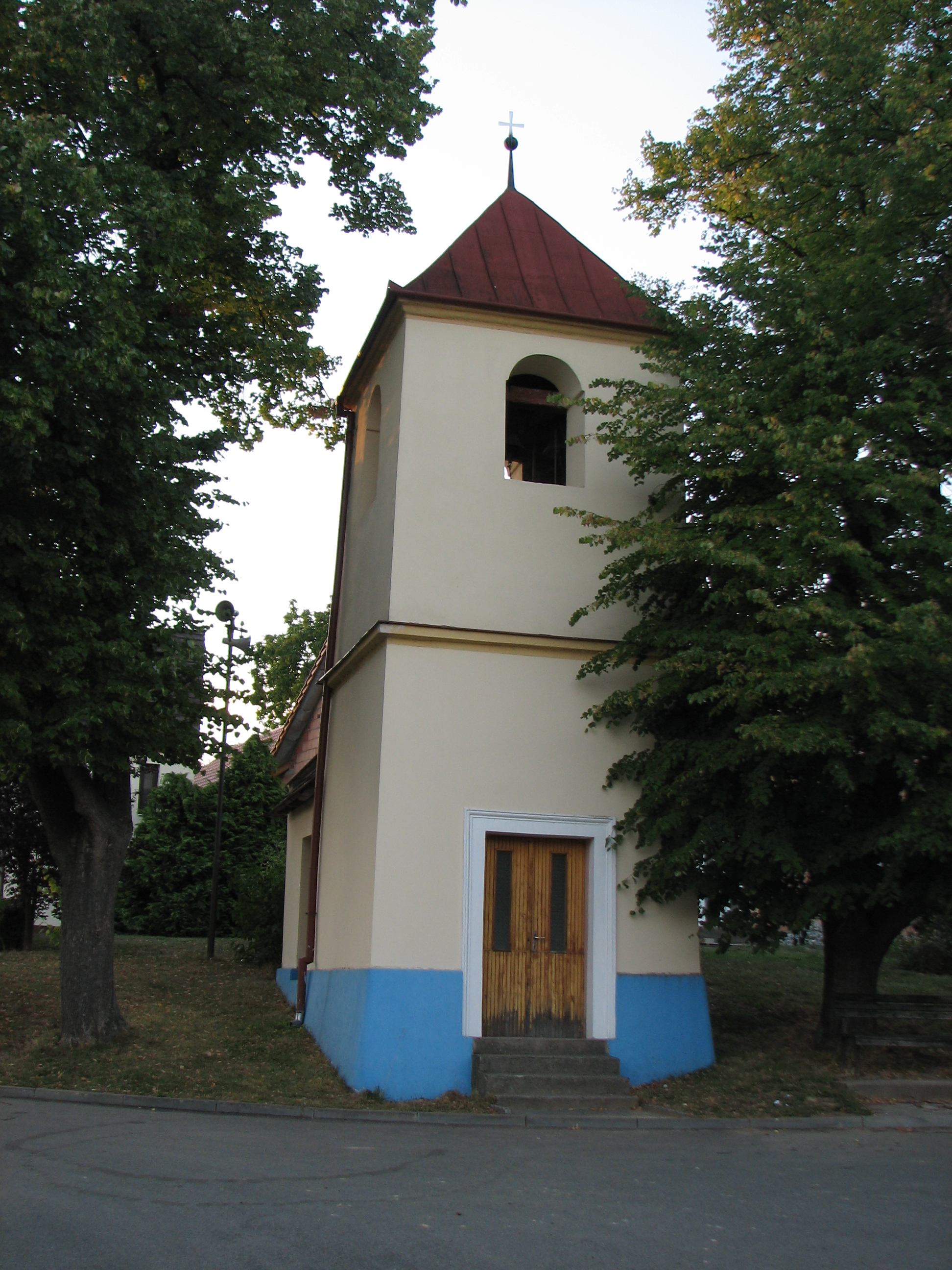
Zvonice
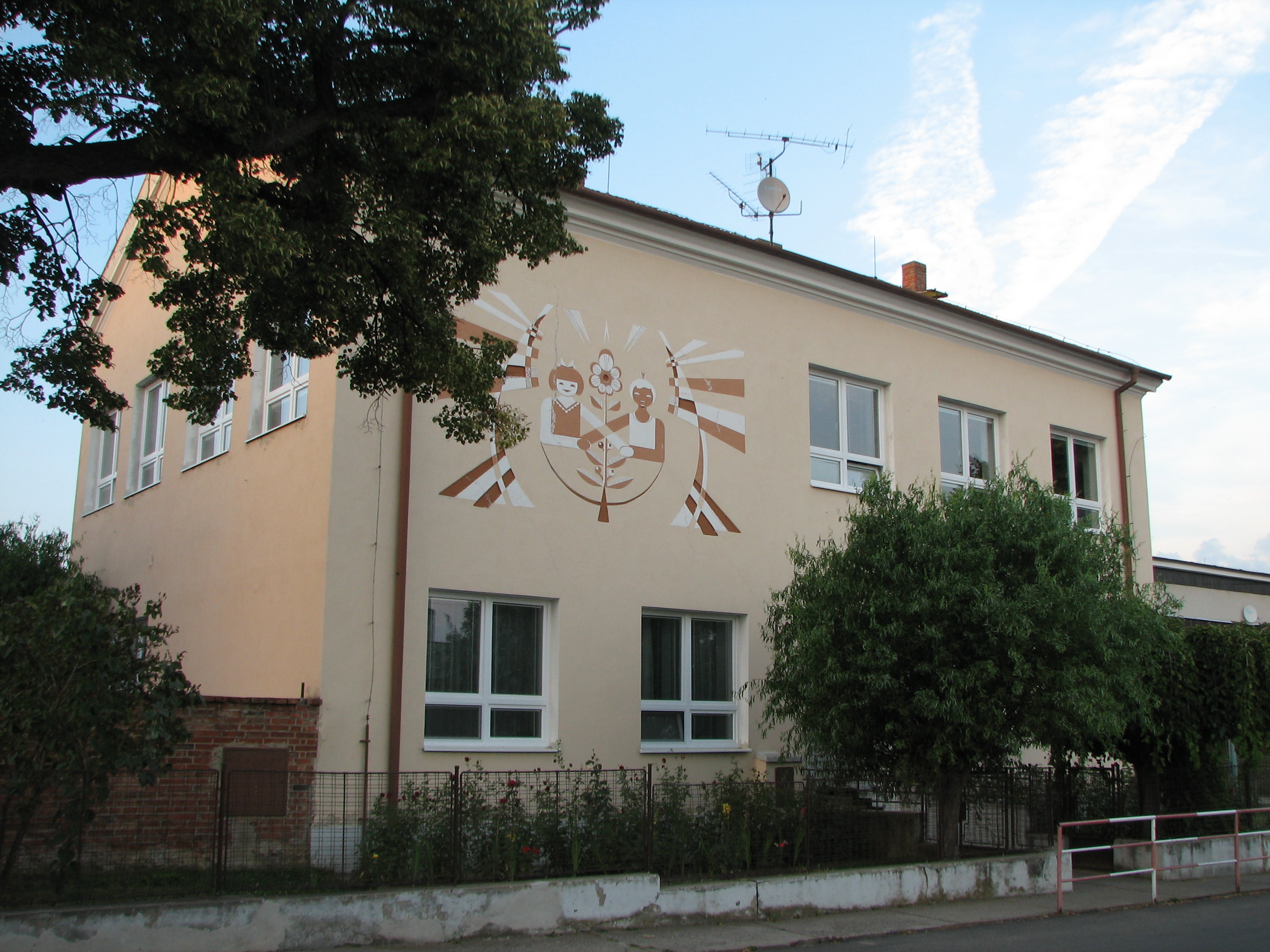
Škola
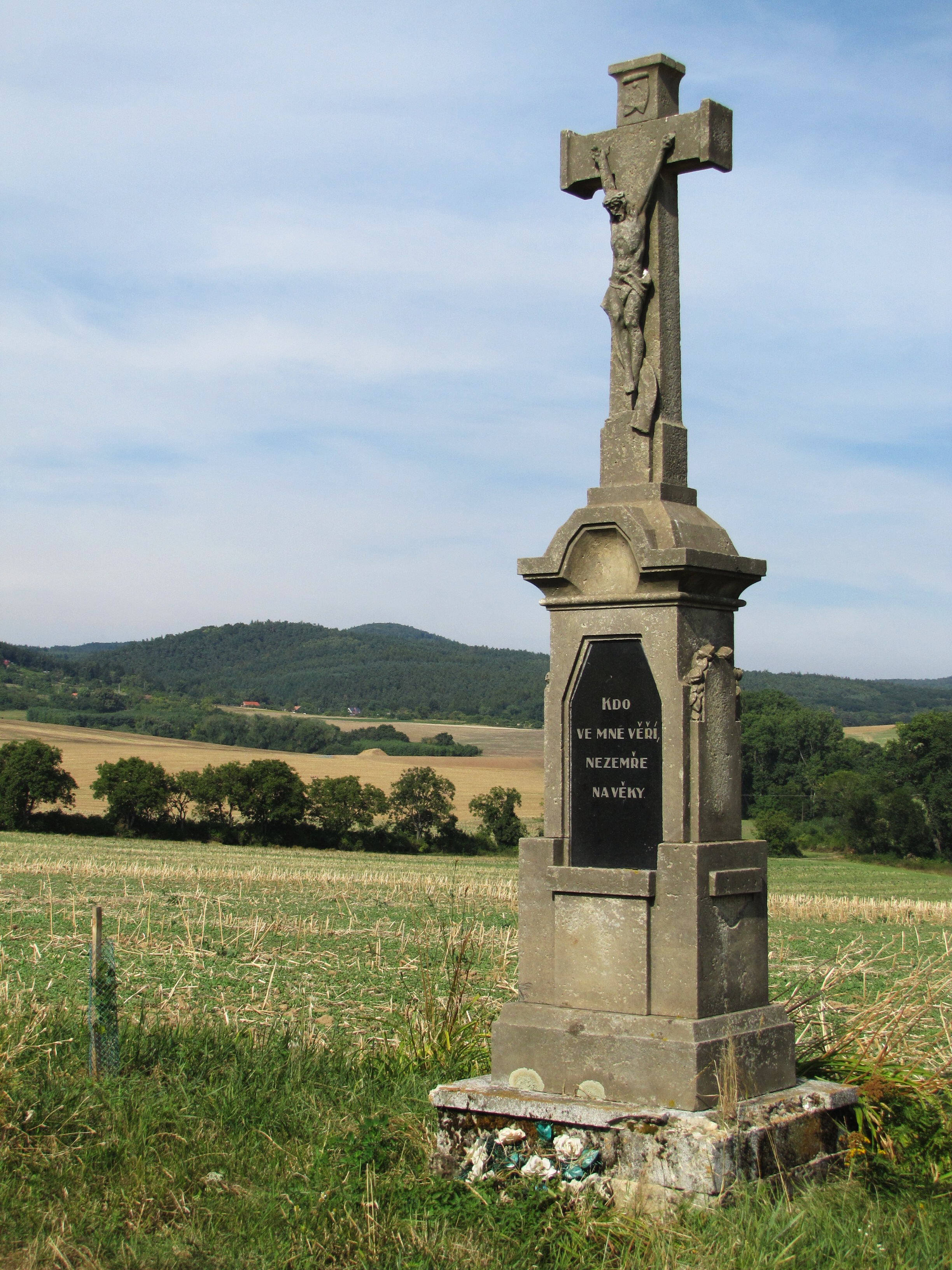
Kříž (1926)
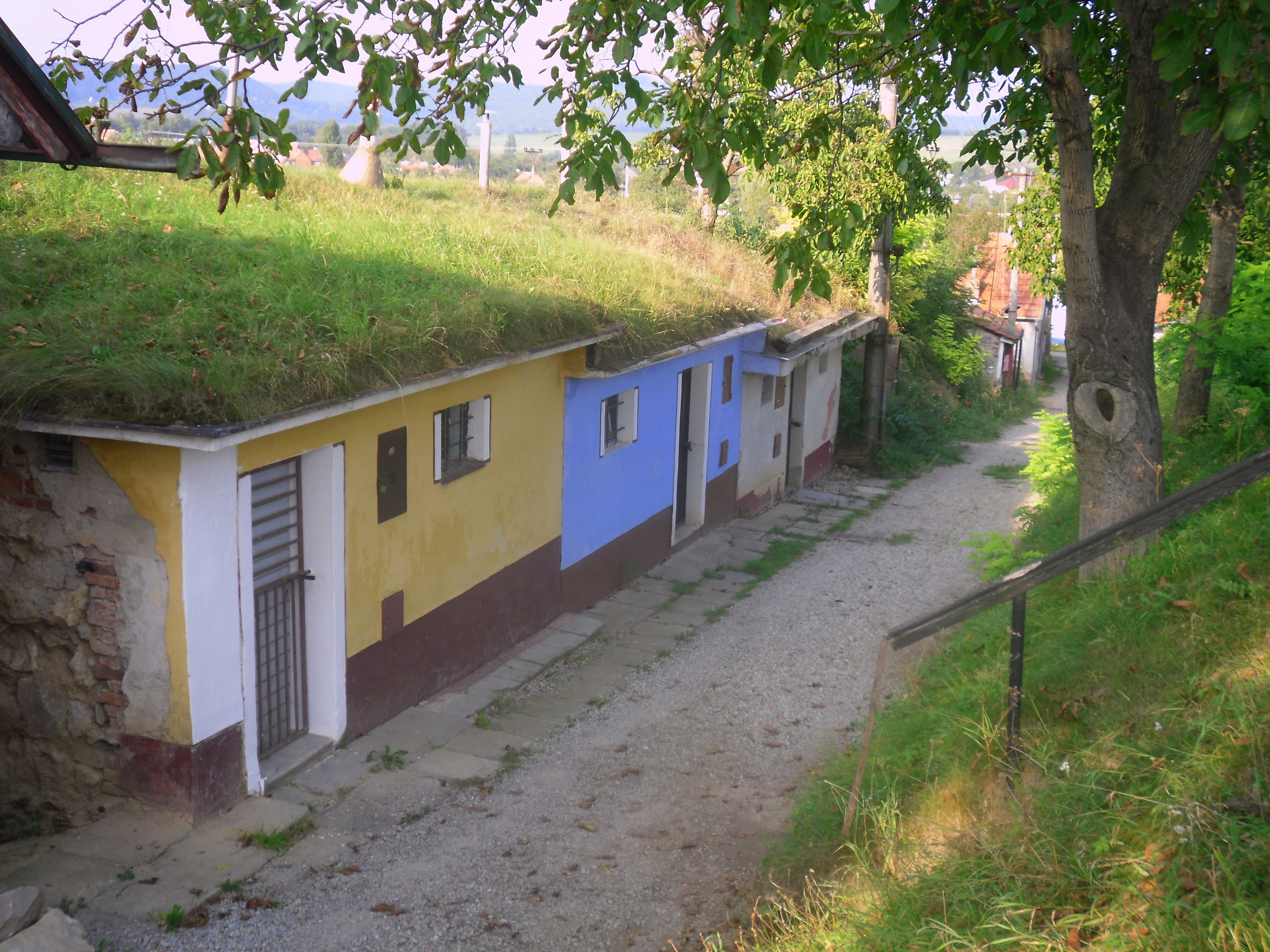
Vinařské sklepy
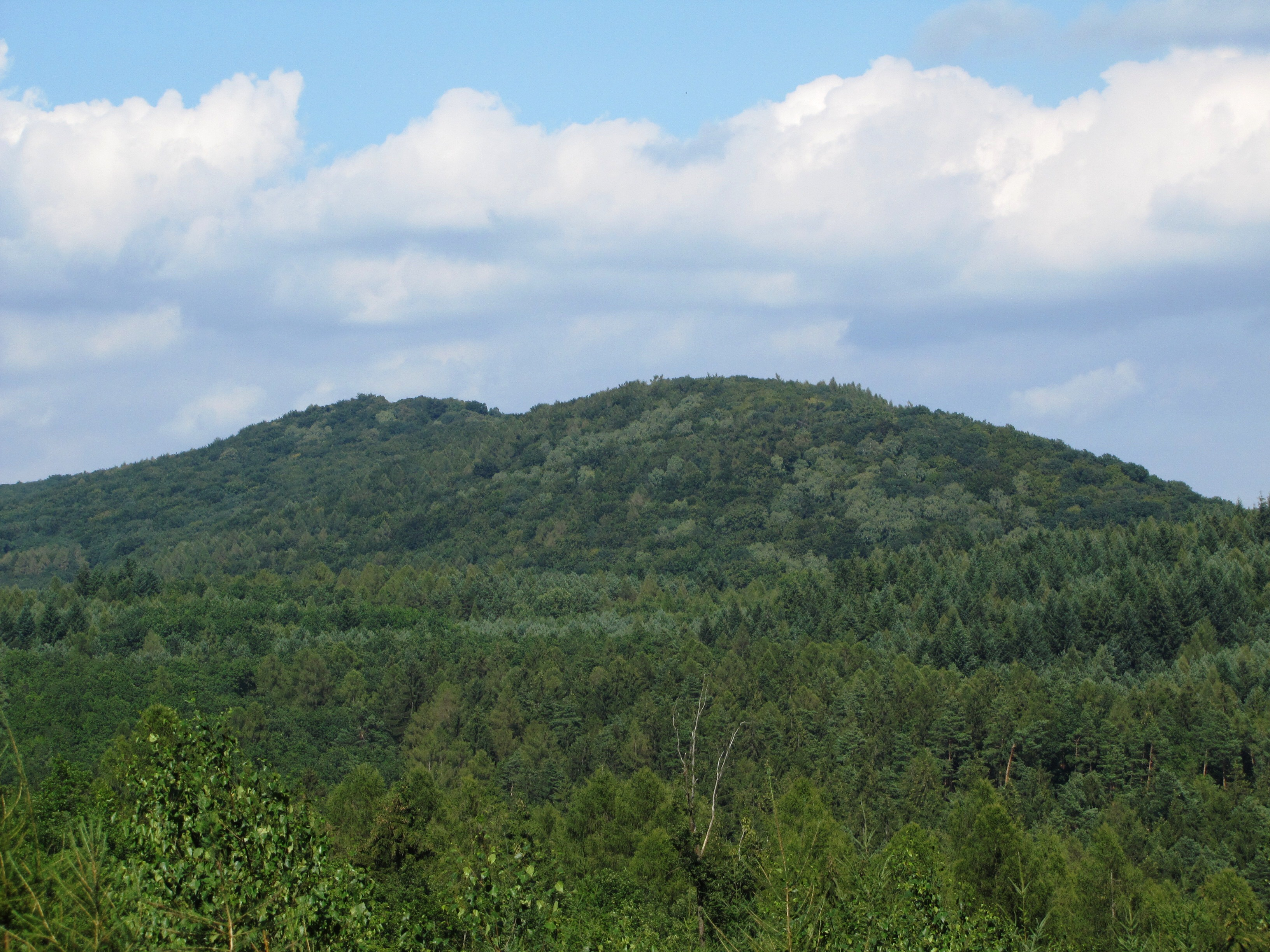
Kopec Bradlo (543 m n. m.)
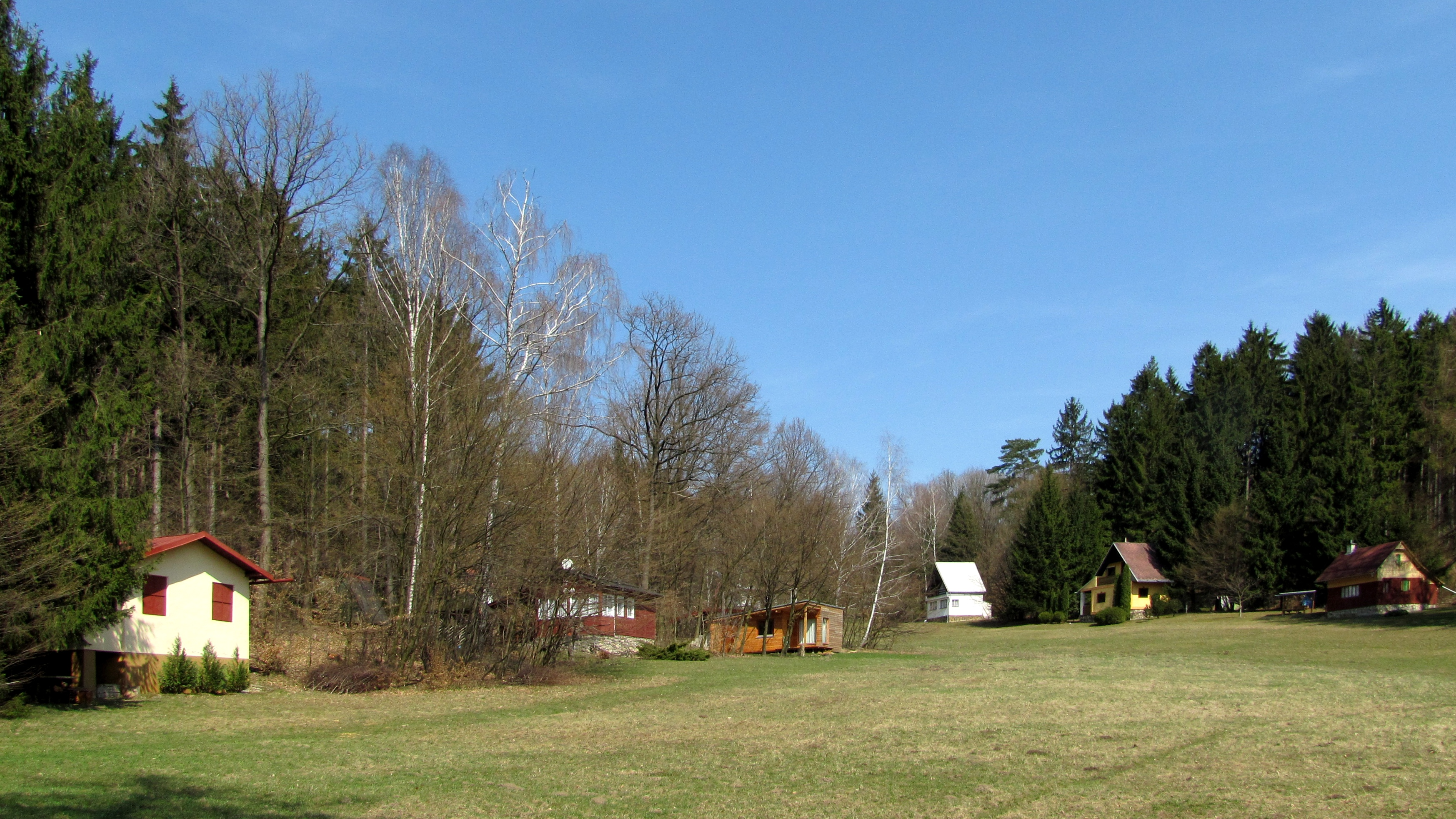
Chatová osada Zavadilka
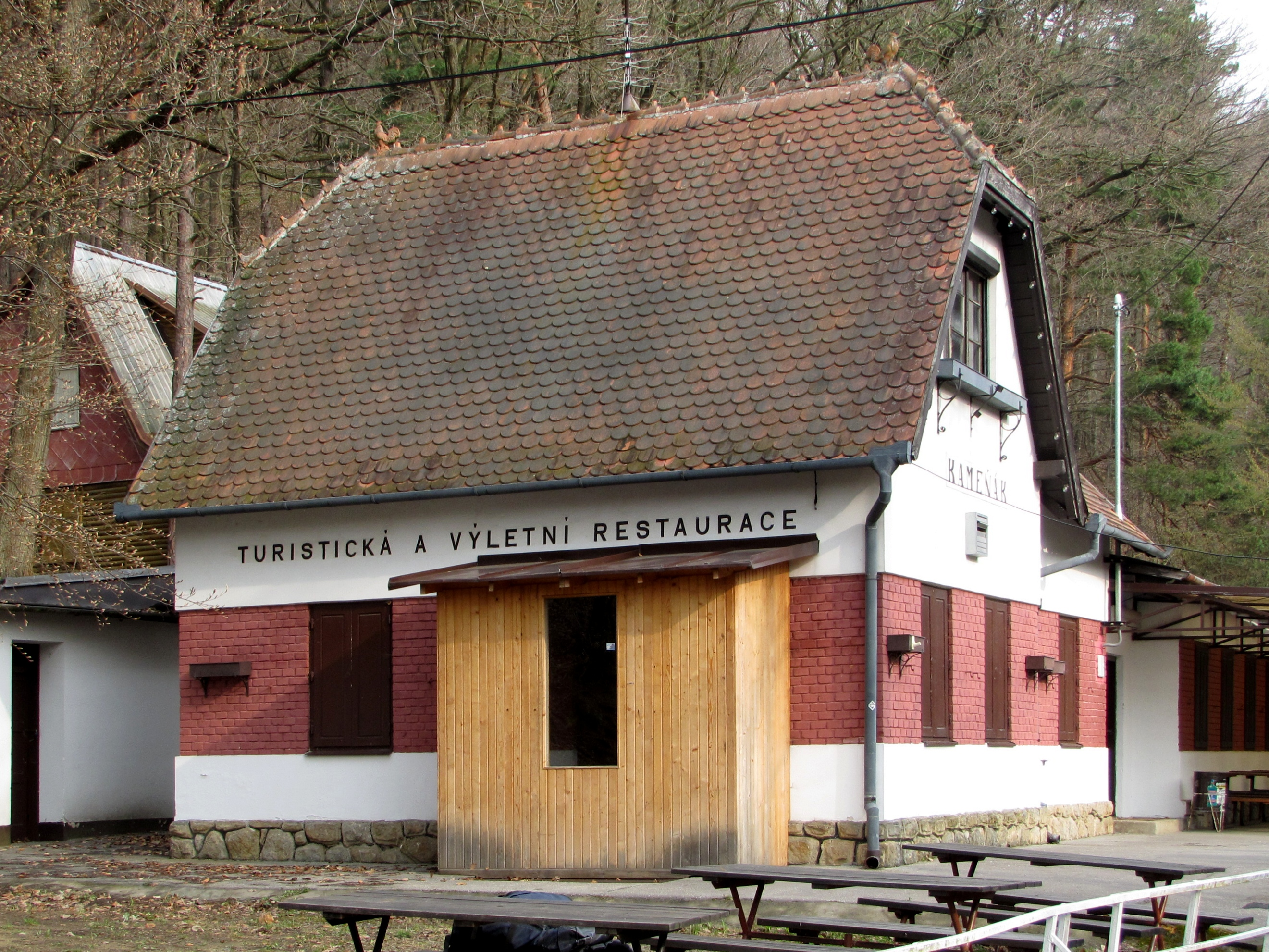
Hostinec na Kameňáku
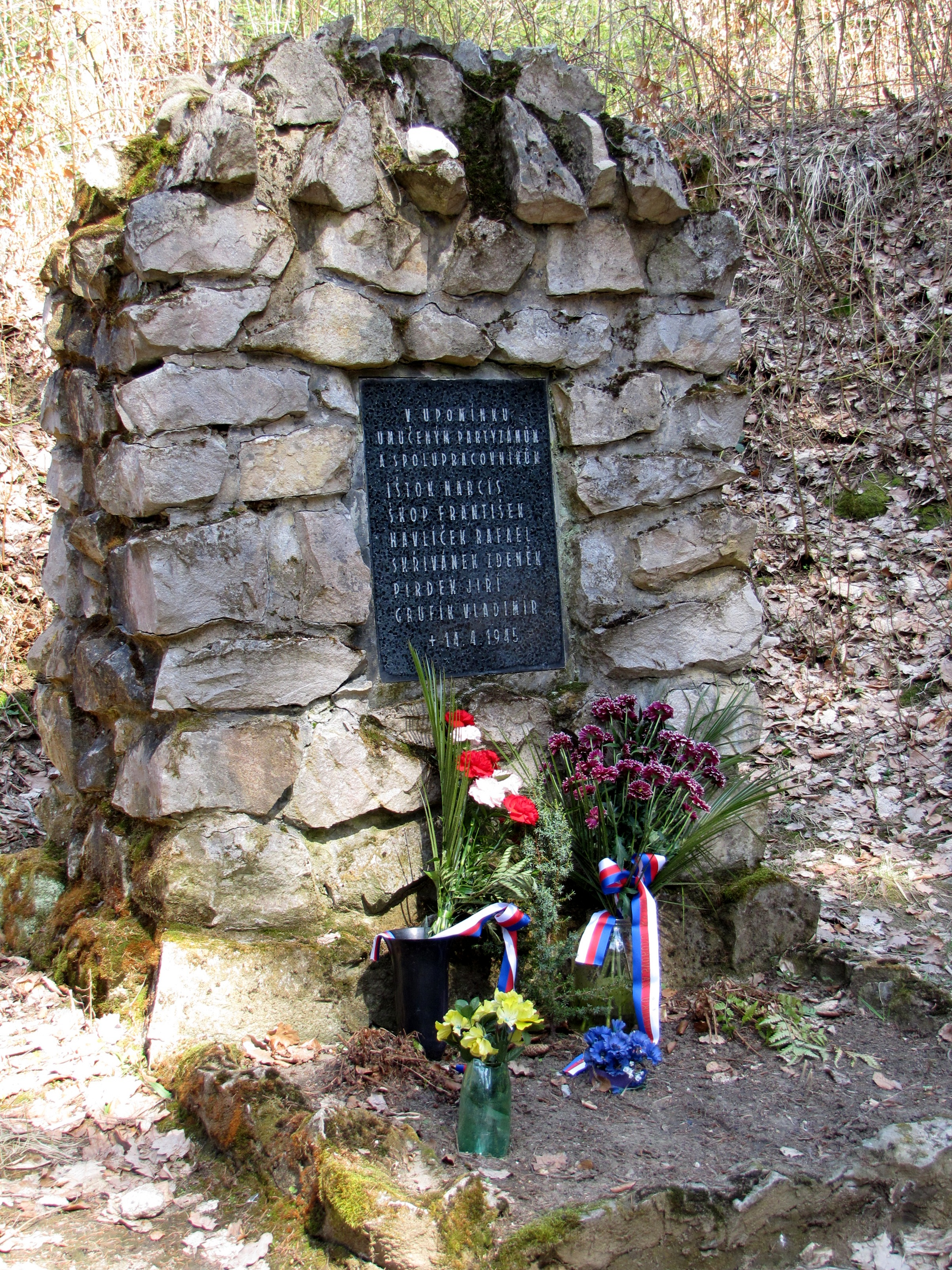
Pomník na Kameňáku
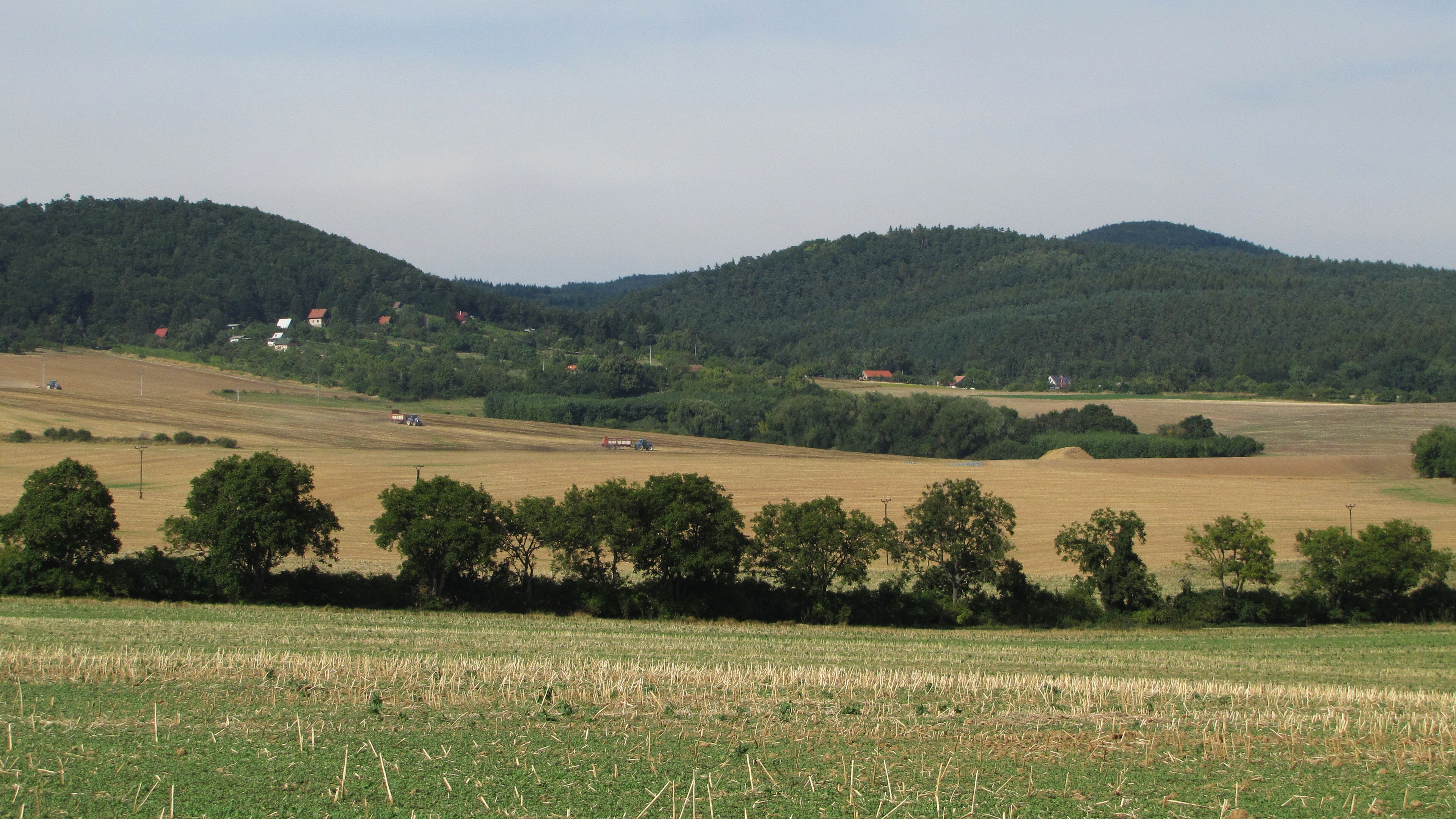
Lesy severně od obce

## Osobnosti
- Ladislav Jandásek (1887–1942), pedagog, účastník druhého odboje
- Eduard Klimek (1946–2017), silniční motocyklový závodník